# Aper Tief (Naturschutzgebiet)
Das Aper Tief ist ein Naturschutzgebiet in der niedersächsischen Gemeinde Apen im Landkreis Ammerland. 

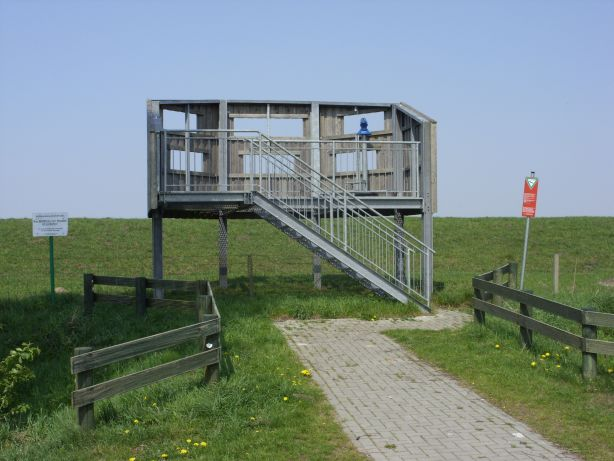
Die östliche der Aussichtsplattformen

Das Naturschutzgebiet mit dem Kennzeichen NSG WE 221 ist 75 Hektar groß. Es steht seit dem 17. Dezember 1994 unter Naturschutz. Zuständige untere Naturschutzbehörde ist der Landkreis Ammerland.
Das Naturschutzgebiet befindet sich südlich des Aper Tiefs zwischen den Ortschaften Apen und Augustfehn in der Gemeinde Apen im Landkreis Ammerland. Es wird im Osten von der Kreisstraße 120 und im Westen vom Norderloher Kanal begrenzt. Im Süden des Naturschutzgebietes befindet sich der Deich des Aper Tiefs, der 2005 vom Ufer des Tiefs an eine südlich davon verlaufende Straße verlegt wurde. Vor der Rückverlegung der Deichlinie befanden sich hier Grünland und Feuchtwiesen, die von Altarmen des Aper Tiefs durchzogen waren. Das Grünland wurde überwiegend für die Mahd genutzt. Nach der Rückverlegung der Deichlinie unterliegen die Flächen zwischen dem Aper Tief und dem Deich der natürlichen Flussdynamik und werden bei Tidehochwasser teilweise überflutet. Dadurch entsteht hier eine Flussauenlandschaft mit Flusswatten, Auenwäldern und Feuchtbiotopen. Die Flächen dienen auch dem Hochwasserschutz.
Auf den vernässten Flächen breiten sich Röhrichte, u. aus Rohrkolben, Wasserschwaden und Rohrglanzgras und Seggenrieder aus. Im Naturschutzgebiet siedeln u. a. Lorbeer-Weide, Niederliegendes Johanniskraut, Sumpfdotterblume, Großer Wiesenknopf, Wasser-Greiskraut, Wassersegge, Nadel-Sumpfbinse, Borstige Moorbinse und Fadenbinse. Das Naturschutzgebiet ist Lebensraum zahlreicher Vogelarten, darunter auch Uferschnepfe, Bekassine und Rotschenkel. Auch für verschiedene Insekten, darunter Laufkäfer und Libellen, ist das Naturschutzgebiet ein wichtiger Lebensraum.
Im Süden des Naturschutzgebietes befinden sich zwei von der am Deich verlaufenden Straße aus zugängliche Aussichtsplattformen, die für die Naturbeobachtung genutzt werden können. Ein weiterer Aussichtspunkt befindet sich auf einem Pumpwerk am Nordufer des Aper Tiefs bei Augustfehn.